# WISH (嵐の曲)
『WISH』（ウィッシュ）は、日本の男性アイドルグループ・嵐の通算15枚目となるシングル。2005年11月16日にジェイ・ストームから発売された。

## 概要
前作『サクラ咲ケ』から約8か月ぶりのリリース。前作との間のリリース間隔が当時としては歴代最長であった。
初回盤はジャケットサイズのステッカー付き（ジャケットの写真が小さくなり、周りの空白が大きくなっているもの）。
楽曲はメンバーの松本潤が出演したTBS系ドラマ『花より男子』(主演:井上真央)主題歌に用いられた。シークレットトークの時間は過去最大の45分。PVの監督は、直（ちょく）。
「ARASHI Anniversary Tour 5×10」では松本がソロで歌った。
「WISH」のビデオ・クリップはこのシングルには収録されておらず、DVD『5×10 All the BEST! CLIPS 1999-2009』に収録された。
2015年12月2日放送の『2015 FNS歌謡祭』ではももいろクローバーZとのコラボレーションでこの曲を披露した。
「イチオクノホシ」は「WISH」とともに『花より男子』の主題歌の候補であった。

## チャート成績
初週17.8万枚を売り上げ、オリコン週間シングルランキングで1位を獲得した。シングル1位獲得は『PIKA★★NCHI DOUBLE』から4作連続通算11作目となった。初週売上は前作『サクラ咲ケ』の11.5万枚を上回った。

## 収録曲

### 初回限定盤
1. WISH [4:25]
作詞：久保田洋司、作曲：オオヤギヒロオ、編曲：CHOKKAKU
  - 松本潤出演 TBS系金曜ドラマ『花より男子』主題歌
  - 静岡放送『みちブラっ!静岡十八番』エンディングテーマ
2. イチオクノホシ [4:31]
作詞：SPIN、作曲：Kazz、編曲：ha-j
3. 二人の記念日 [4:47]
作詞・作曲：安田信二、Rap詞：櫻井翔

### 通常盤
1. WISH
2. イチオクノホシ
3. WISH（オリジナル・カラオケ）
4. イチオクノホシ（オリジナル・カラオケ）
曲終了後、シークレットトークを収録。

## 収録アルバム
- ARASHIC（#1）
- 5×10 All the BEST! 1999-2009（#1）
- ウラ嵐マニア（初回盤#2, 3）
- 5×20 All the BEST!! 1999-2019（#1）
- ウラ嵐BEST 1999-2007（初回盤#2, 3）

## 映像作品
WISH
- ARASHI AROUND ASIA Thailand-Taiwan-Korea
- ARASHI AROUND ASIA+ in DOME
- SUMMER TOUR 2007 FINAL Time -コトバノチカラ-
- ARASHI AROUND ASIA 2008 in TOKYO
- ARASHI Anniversary Tour 5×10
- ARASHI LIVE TOUR Popcorn
- ARASHI LIVE TOUR 2014 THE DIGITALIAN

イチオクノホシ
- ARASHI AROUND ASIA 2008 in TOKYO